# 1971년 방글라데시 집단학살

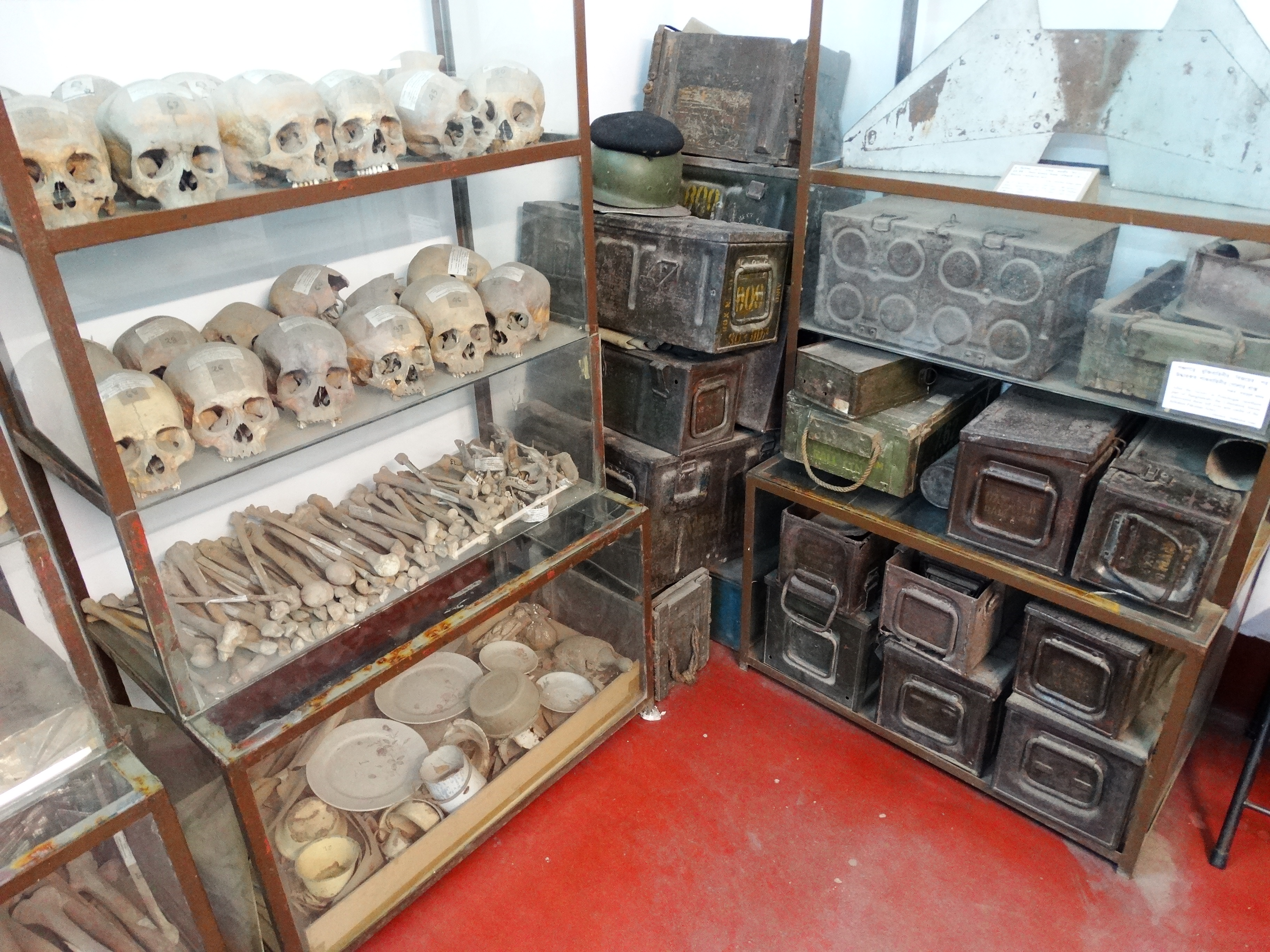
해방 전쟁 박물관의 1971년 집단학살 때의 유골과 전쟁 자료

1971년 방글라데시 집단학살(벵골어: ১৯৭১ বাংলাদেশে গণহত্যা)은 1971년 3월 26일 서치라이트 작전의 시작과 함께, 서파키스탄이 장악하고 있던 파키스탄 정부가 벵골인의 자결 요구를 진압하기 위해 동파키스탄(현재의 방글라데시)에 대한 군사 탄압을 시작하면서 방글라데시에서의 대학살이 시작되었다. 9개월 동안 지속된 방글라데시 독립 전쟁 동안 파키스탄 군대와 자마트에이슬라미 출신의 친 파키스탄 이슬람 민병대는 조직적인 집단 학살을 통해 30만 명에서 300만 명 사이의 사람들을 살해하고 20만에서 40만 명의 벵골 여성들을 강간했다. 방글라데시 정부는 대학살 기간 동안 300만 명의 사람들이 죽었으며, 이는 홀로코스트 이후 가장 큰 규모의 대학살이라고 밝혔다.
여성에 대한 행동은 파키스탄의 종교 지도자들에 의해 지지되었는데, 그들은 벵골 여성들이 "공공 재산"을 의미하는 벵골어로 "고니모터 말(gonimoter maal)"이 될 것이라고 선언했다. 이 분쟁의 결과로, 800만 명에서 1000만 명의 사람들이 이웃한 인도로 피신했다. 7000만 명 중 최대 3000만 명의 민간인이 국내로 추방된 것으로 추정된다. 전쟁 중에는 벵골어와 우르두어를 사용하는 비하리인 사이에 민족간 폭력도 있었다. 비하리인은 벵골인 폭도와 민병대의 보복에 직면했고, 1,000명에서 150,000명이 사망했다.
방글라데시 독립 전쟁 동안 일어난 사건들이 집단학살을 구성했다는 학계의 공감대가 형성되어 있지만, 일부 학자들과 작가들은 살인이 집단학살이라고 동의하지 않는다.

## 배경
인도의 분할에 이어, 파키스탄의 새로운 국가는 인도 영토의 1,600 킬로미터(1,000 마일)에 의해 두 날개가 분리되어 있는 지리적 이상 현상을 나타냈다. 날개는 지리적으로뿐만 아니라 문화적으로도 분리되어 있었다. 서파키스탄은 동파키스탄의 벵골 이슬람교도들을 "너무 '벵골'"로 보고 이슬람교를 "열등하고 불순한" 것으로 보고, 이것이 벵골인들을 신뢰할 수 없는 "공동 종교인"으로 만들었다고 믿었다. 이 정도까지 서파키스탄의 정치인들은 벵골인들을 문화적으로 강제로 동화시키기 위한 전략을 시작했다.
벵골인은 동파키스탄에서 7500만 명으로 추산되며, 펀자브어를 사용하는 서파키스탄에서는 5500만 명으로 추산된다. 동파키스탄의 대다수는 이슬람교도였고 힌두교, 불교도, 기독교도들이 소수였다. 서파키스탄은 동파키스탄의 사람들을 2급 시민으로 여겼고, 1971년 동파키스탄에서 파키스탄군의 수장을 지낸 아미르 압둘라 칸 니아지는 벵골인을 파슈툰인과 펀자브인보다 열등하다고 지칭했다.

## 같이 보기
- 방글라데시 독립 전쟁
- 콘서트 포 방글라데시